# 哈蘭·威廉斯
哈蘭·威廉斯（Harland Reesor Williams，1962年11月14日—）是一位美國演員。他出生在多倫多，擁有加拿大和美國的雙重國籍。